# Na de Casteldoza
Na de Castelloza , ou Na de Castel d'Oze, est une trobairitz auvergnate née vers 1200.
Le sujet de ses poésies en occitan est généralement l’amour courtois, dont il nous reste trois cansos amoureuses, mais sans leur musique.

## Biographie
Elle était dame du castel d'Oze, un château fort construit sur un puech dominant les gorges de l'Auze à Sénezergues, dans le Carladès. Elle appartenait à la famille d'Escaffre. En plus de deux miniatures, on possède un portrait succinct d'elle par Uc de Saint Circ au XIIIe siècle :
« Na castellosa si fo Alvernha, gentils domna, moiler del Turec do Maironna. et amat N'Arman del Brehon, e fetz de lui sas cansos. Et era una domna mout gaia e mout enseignada e mout bella. »
Dame “Castellose” donc fut d'Auvergne, noble femme, épouse du Turc de Mairone, et elle aima Armand de Bréon, et elle fit sur lui ses chansons. Et c'était une dame fort gaie, fort instruite et fort belle.
Son mariage avec Truc ou Turc de Meyronne la transplanta de l'autre côté de l'Auvergne. En effet, celui-ci était seigneur du château de Meyronne, dont il ne subsiste plus rien, dans la commune de Venteuges, canton de Saugues, et il prit part à la quatrième croisade.
Elle eut pour amant Arman de Breon, seigneur de Mardogne, auquel elle adresse ses lettres : " Com pog en loc venir - On eu vos bais e us estregna - Qu'ab aitan pot revenir - Mos cors, quez es envejos - De vos mout e cobeitos - Amics, no m laissatz morrir ! "
En 1230, elle assiste à la Cour d'amour tenue au château de Romanin, en Provence, que préside Phanette de Gantelme, dame du lieu, la femme la plus accomplie de son temps.
En 1265, elle paraît aux Fêtes de l'Épervier et à la Cour d'Amour de sa cousine de Polignac, avec la baronne d'Allègre, Béatrix de Mercœur, ainsi que les sieurs de Beauvoir, de Randon, du Roure, d'Apchier.

## Œuvres
- Amies, s’ie.us trobes avinen
- Ja de chantar non degr'aver talen
- Mout avetz faich long estatge
- cansos avec leur traduction ; la quatrième lui est attribuée : Lire en ligne (Duc de la Salle de Rochemaure et R. Lavaud, Troubadours cantaliens tome 2, pages 493-524).